# Субіратс
Субіратс (кат. Subirats) - муніципалітет, розташований в Автономній області Каталонія, в Іспанії. Знаходиться у районі (кумарці) Ал Панадес провінції Барселона, згідно з новою адміністративною реформою перебуватиме у складі Баґарії (округи) Барселона.

## Населення
Населення міста (у 2007 р.) становить 3.008 осіб (з них менше 14 років - 16,3%, від 15 до 64 - 64,2%, понад 65 років - 19,5%). У 2006 р. народжуваність склала 29 осіб, смертність - 32 особи, зареєстровано 15 шлюбів. У 2001 р. активне населення становило 1.201 особа, з них безробітних - 71 особа.

Серед осіб, які проживали на території міста у 2001 р., 2.178 народилися в Каталонії (з них 1.559 осіб у тому самому районі, або кумарці), 284 особи приїхали з інших областей Іспанії, а 114 осіб приїхало з-за кордону. 

Університетську освіту має 10,1% усього населення. 

У 2001 р. нараховувалося 907 домогосподарств (з них 19,8% складалися з однієї особи, 28,1% з двох осіб,20,6% з 3 осіб, 20,3% з 4 осіб, 7,5% з 5 осіб, 2,5% з 6 осіб, 0,7% з 7 осіб, 0,1% з 8 осіб і 0,3% з 9 і більше осіб).

Активне населення міста у 2001 р. працювало у таких сферах діяльності : у сільському господарстві - 8,4%, у промисловості - 31,9%, на будівництві - 10,9% і у сфері обслуговування - 48,8%. 

 У муніципалітеті або у власному районі (кумарці) працює 949 осіб, поза районом - 699 осіб.

### Безробіття
У 2007 р. нараховувалося 65 безробітних (у 2006 р. - 82 безробітних), з них чоловіки становили 36,9%, а жінки - 63,1%.

## Економіка

### Підприємства міста

#### Промислові підприємства
| \| Промислові підприємства міста, за сферою діяльності \| Промислові підприємства міста, за сферою діяльності \| Промислові підприємства міста, за сферою діяльності \| \| Рік \| 2002 р. \| 2001 р. \| \| --------------------------------------------------- \| --------------------------------------------------- \| --------------------------------------------------- \| \| Енергетичні та водні ресурси \| 5,6% \| 5,6% \| \| Хімія та метали \| 1,9% \| 1,9% \| \| Переробка металів \| 20,4% \| 22,2% \| \| Продукти харчування \| 46,3% \| 46,3% \| \| Текстиль \| 7,4% \| 7,4% \| \| Виробництво меблів, видання \| 13% \| 11,1% \| \| Інше \| 5,6% \| 5,6% \| \| Усього підприємств \| 54 \| 54 \| |         |         |
| Промислові підприємства міста, за сферою діяльності |         |         |
| Рік | 2002 р. | 2001 р. |
| Енергетичні та водні ресурси | 5,6%    | 5,6%    |
| Хімія та метали | 1,9%    | 1,9%    |
| Переробка металів | 20,4%   | 22,2%   |
| Продукти харчування | 46,3%   | 46,3%   |
| Текстиль | 7,4%    | 7,4%    |
| Виробництво меблів, видання | 13%     | 11,1%   |
| Інше | 5,6%    | 5,6%    |
| Усього підприємств | 54      | 54      |

#### Роздрібна торгівля
| \| Підприємства роздрібної торгівлі міста, за сферою діяльності \| Підприємства роздрібної торгівлі міста, за сферою діяльності \| Підприємства роздрібної торгівлі міста, за сферою діяльності \| \| Рік \| 2002 р. \| 2001 р. \| \| ------------------------------------------------------------ \| ------------------------------------------------------------ \| ------------------------------------------------------------ \| \| Продукти харчування \| 62,5% \| 70,6% \| \| Одяг та взуття \| 2,1% \| 2% \| \| Товари для дому \| 2,1% \| 2% \| \| Книги та періодичні видання \| 0% \| 0% \| \| Промислова хімічна продукція \| 4,2% \| 3,9% \| \| Продукція, пов'язана з транспортними засобами \| 0% \| 0% \| \| Інше \| 29,2% \| 21,6% \| \| Усього підприємств \| 48 \| 51 \| |         |         |
| Підприємства роздрібної торгівлі міста, за сферою діяльності |         |         |
| Рік | 2002 р. | 2001 р. |
| Продукти харчування | 62,5%   | 70,6%   |
| Одяг та взуття | 2,1%    | 2%      |
| Товари для дому | 2,1%    | 2%      |
| Книги та періодичні видання | 0%      | 0%      |
| Промислова хімічна продукція | 4,2%    | 3,9%    |
| Продукція, пов'язана з транспортними засобами | 0%      | 0%      |
| Інше | 29,2%   | 21,6%   |
| Усього підприємств | 48      | 51      |

#### Сфера послуг
| \| Підприємства міста, що працюють у сфері послуг, за діяльністю \| Підприємства міста, що працюють у сфері послуг, за діяльністю \| Підприємства міста, що працюють у сфері послуг, за діяльністю \| \| Рік \| 2002 р. \| 2001 р. \| \| ------------------------------------------------------------- \| ------------------------------------------------------------- \| ------------------------------------------------------------- \| \| Гуртова торгівля \| 20,8% \| 17% \| \| Готелі та готельний бізнес \| 23,8% \| 28,7% \| \| Транспорт та зв'язок \| 27,7% \| 28,7% \| \| Посередницькі фінансові послуги \| 1% \| 1,1% \| \| Послуги підприємствам \| 7,9% \| 8,5% \| \| Послуги фізичним особам \| 11,9% \| 10,6% \| \| Нерухомість та ін. \| 6,9% \| 5,3% \| \| Усього підприємств \| 101 \| 94 \| |         |         |
| Підприємства міста, що працюють у сфері послуг, за діяльністю |         |         |
| Рік | 2002 р. | 2001 р. |
| Гуртова торгівля | 20,8%   | 17%     |
| Готелі та готельний бізнес | 23,8%   | 28,7%   |
| Транспорт та зв'язок | 27,7%   | 28,7%   |
| Посередницькі фінансові послуги | 1%      | 1,1%    |
| Послуги підприємствам | 7,9%    | 8,5%    |
| Послуги фізичним особам | 11,9%   | 10,6%   |
| Нерухомість та ін. | 6,9%    | 5,3%    |
| Усього підприємств | 101     | 94      |

## Житловий фонд
У 2001 р. 3,5% усіх родин (домогосподарств) мали житло метражем до 59 м2, 20,5% - від 60 до 89 м2, 34% - від 90 до 119 м2 і
42% - понад 120 м2.

З усіх будівель у 2001 р. 28,3% було одноповерховими, 66,8% - двоповерховими, 4,7
% - триповерховими, 0,2% - чотириповерховими, 0% - п'ятиповерховими, 0% - шестиповерховими,
0% - семиповерховими, 0% - з вісьмома та більше поверхами.

## Автопарк
| \| Автомобілі, зареєстровані у місті, за призначенням \| Автомобілі, зареєстровані у місті, за призначенням \| Автомобілі, зареєстровані у місті, за призначенням \| \| Рік \| 2006 р. \| 2005 р. \| \| -------------------------------------------------- \| -------------------------------------------------- \| -------------------------------------------------- \| \| Приватні автомобілі \| 60% \| 61,1% \| \| Мотоцикли \| 9% \| 8,5% \| \| Вантажівки \| 24% \| 24,1% \| \| Трактори \| 1,5% \| 1,6% \| \| Автобуси та ін. \| 5,4% \| 4,7% \| \| Усього автомобілів \| 2.482 шт. \| 2.379 шт. \| |           |           |
| Автомобілі, зареєстровані у місті, за призначенням |           |           |
| Рік | 2006 р.   | 2005 р.   |
| Приватні автомобілі | 60%       | 61,1%     |
| Мотоцикли | 9%        | 8,5%      |
| Вантажівки | 24%       | 24,1%     |
| Трактори | 1,5%      | 1,6%      |
| Автобуси та ін. | 5,4%      | 4,7%      |
| Усього автомобілів | 2.482 шт. | 2.379 шт. |

## Вживання каталанської мови
У 2001 р. каталанську мову у місті розуміли 97,7% усього населення (у 1996 р. - 98,7%), вміли говорити нею 86,5% (у 1996 р. - 
92,7%), вміли читати 83,3% (у 1996 р. - 87,6%), вміли писати 57,1
% (у 1996 р. - 55,7%). Не розуміли каталанської мови 2,3%.

## Політичні уподобання
У виборах до Парламенту Каталонії у 2006 р. взяло участь 1.491 особа (у 2003 р. - 1.537 осіб). Голоси за політичні сили розподілилися таким чином:
| \| Вибори до Парламенту Каталонії \| Вибори до Парламенту Каталонії \| Вибори до Парламенту Каталонії \| \| Рік \| 2006 р. \| 2003 р. \| \| -------------------------------------- \| ------------------------------ \| ------------------------------ \| \| Конвергенція та Єднання (CiU) \| 42,9% \| 42,6% \| \| Соціалістична партія Каталонії (PSC) \| 16% \| 15,8% \| \| Народна партія (PP) \| 6% \| 5,7% \| \| Ініціатива за зелену Каталонію (IC) \| 10,1% \| 4,7% \| \| Республіканська лівиця Каталонії (ERC) \| 22,2% \| 30,3% \| \| Громадянська партія (C's) \| 0,6% \| 0% \| \| Інші \| 2,3% \| 0,8% \| |         |         |
| Вибори до Парламенту Каталонії |         |         |
| Рік | 2006 р. | 2003 р. |
| Конвергенція та Єднання (CiU) | 42,9%   | 42,6%   |
| Соціалістична партія Каталонії (PSC) | 16%     | 15,8%   |
| Народна партія (PP) | 6%      | 5,7%    |
| Ініціатива за зелену Каталонію (IC) | 10,1%   | 4,7%    |
| Республіканська лівиця Каталонії (ERC) | 22,2%   | 30,3%   |
| Громадянська партія (C's) | 0,6%    | 0%      |
| Інші | 2,3%    | 0,8%    |

У муніципальних виборах у 2007 р. взяло участь 1.535 осіб (у 2003 р. - 1.568 осіб). Голоси за політичні сили розподілилися таким чином:
| \| Муніципальні вибори \| Муніципальні вибори \| Муніципальні вибори \| \| Рік \| 2007 р. \| 2003 р. \| \| -------------------------------------- \| ------------------- \| ------------------- \| \| Конвергенція та Єднання (CiU) \| 29,7% \| 0% \| \| Соціалістична партія Каталонії (PSC) \| 12,2% \| 0% \| \| Народна партія (PP) \| 6,8% \| 8% \| \| Ініціатива за зелену Каталонію (IC) \| 0% \| 0% \| \| Республіканська лівиця Каталонії (ERC) \| 51,2% \| 62,1% \| \| Громадянська партія (C's) \| 0% \| 0% \| \| Інші \| 0% \| 29,9% \| |         |         |
| Муніципальні вибори |         |         |
| Рік | 2007 р. | 2003 р. |
| Конвергенція та Єднання (CiU) | 29,7%   | 0%      |
| Соціалістична партія Каталонії (PSC) | 12,2%   | 0%      |
| Народна партія (PP) | 6,8%    | 8%      |
| Ініціатива за зелену Каталонію (IC) | 0%      | 0%      |
| Республіканська лівиця Каталонії (ERC) | 51,2%   | 62,1%   |
| Громадянська партія (C's) | 0%      | 0%      |
| Інші | 0%      | 29,9%   |